# Clostridium acetireducens
Clostridium acetireducens è una specie di batterio appartenente alla famiglia delle Clostridiaceae.